# 6517 Buzzi
6517 Buzzi eller 1990 BW är en asteroid i huvudbältet som upptäcktes 21 januari 1990 av den amerikanske astronomen Eleanor F. Helin vid Palomar-observatoriet. Den är uppkallad efter den italienska amatörastronomen Luca Buzzi.
Den tillhör asteroidgruppen Hungaria.